# Retræte
I kristen sammenhæng er Retræte en tilbagetrækning fra hverdagens gøremål for at søge Guds nærvær.
En retræte er en undervisnings- og læreproces, der kan vare fra få timer til flere uger. Den kan være privat eller offentlig, individuel eller i fællesskab, typisk med oplæg og vejledning af en præst eller anden åndelig vejleder.
Aktiviteterne omfatter bøn, reflektion over liv og samvittighed, meditation, læsning af Bibelen og andre skrifter, og samtale med åndelig vejleder. En retræte kan foregå på et Refugium.
De første retræter, man kender til i kirkehistorien, fandt sted i det 3.-4. århundrede, hvor hvad der siden blev kaldt "ørkenfædre" forlod familie for at leve asketisk som eneboer og dér søge Guds nærvær. Ved siden af klostrenes tidebønner introducerede Ignatius af Loyola en ny praksis ved detaljeret beskrivelse af 'åndelige øvelser' i sin Exercitiebog  fra 1538. De åndelige øvelser indgik fra starten af jesuitterordenen i ordenens praksis: 'Ordenens vedtægter er ikke andet end en specialisering af Exercitiebogens principper'.
En bevægelse inden for den anglikanske kirke, Oxfordbevægelsen, argumenterede i 1860erne for, at denne retrætepraksis var udtryk for et grundlæggende åndeligt princip, som ikke var begrænset til nogen bestemt trosretning, og banede derved vejen for økumeniske retræter.
Retræter findes også i ikke-kristne religiøse samfund og er en integreret del af mange hinduistiske, jødiske, buddhistiske og sufi-samfund.